# Mithat Pasja

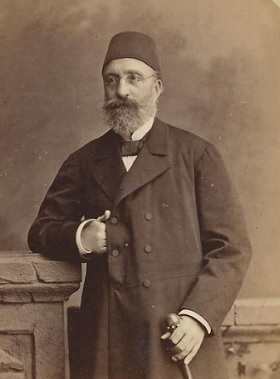
Mithat Pasja in westerse kledij

Ahmed Sefik Mithat Pasja (Istanboel, 18 oktober 1822 – Taif, 8 mei 1884) was een Ottomaans grootvizier met vooruitstrevende en liberale ideeën. In 1836 werd hij schrijver/secretaris aan het keizerlijke hof van de sultan in Istanboel. Daarna was hij provincie-bestuurder. Mithat Pasja werd in 1868 voorzitter van de Staatsraad. In 1872 was hij gedurende 3 maanden grootvizier (eerste minister).
In 1876 was hij het brein achter de staatsgreep die de liberalen aan de macht bracht. Mithat Pasja werd hierna opnieuw grootvizier en was één der samenstellers van de Ottomaanse grondwet. De nieuwe sultan, Abdulhamid II, leek een liberale man te zijn, maar toen hij eenmaal stevig in het zadel zat, liet hij Mithat arresteren en verbannen (1877). De grondwet werd nadien buiten werking gesteld.
Sultan Abdulhamid was bevreesd dat Mithat opnieuw aan de macht zou komen en liet hem onthoofden. Als bewijs werd Mithats hoofd naar het keizerlijk hof gestuurd om de sultan te overtuigen.